# Luftenberg an der Donau
Luftenberg an der Donau je městys v rakouské spolkové zemi Horní Rakousy, v okrese Perg.
V roce 2012 zde žilo 3 886 obyvatel.